# Mosaik Steinchen für Steinchen Verlag
Der Mosaik Steinchen für Steinchen Verlag (offizielle Schreibweise: MOSAIK Steinchen für Steinchen Verlag) ist ein deutscher Verlag mit Sitz in Berlin. Er ist 1991 aus einer Werbeagentur hervorgegangen, um die Traditions-Comiczeitschrift Mosaik mit den Helden Abrafaxe nach der Abwicklung des einstigen DDR-Verlages Junge Welt durch die Treuhandanstalt weiterzuführen. Die Veröffentlichungsrechte für die Mosaikgeschichten mit den Vorgängerfiguren der Abrafaxe, den Digedags, übernahm der Buchverlag Junge Welt, der zunächst ein Tochterunternehmen des Tessloff Verlages war und schließlich ab 2006 voll in den Tessloff Verlag integriert wurde.
Im Juni 2007 schließlich verschmolz die Werbeagentur mit dem Comic-Verlag zur MOSAIK Steinchen für Steinchen Verlag + PROCOM Werbeagentur GmbH, die seit Juli 2007 als Mosaik-Verlag fungiert.
Der Mosaik-Verlag veröffentlicht neben der monatlichen Heftserie auch Alben, Romane und Hörspiele mit den Abrafaxen. Zudem erschien zwischen 1999 und August 2020 mit dem Zack-Magazin der Nachfolger des gleichnamigen, westdeutschen Comicmagazins, das bis 1980 im Koralle-Verlag erschien war. Darüber hinaus veröffentlichte Mosaik eine Gesamtausgabe von Fix und Fax.